# Focke-Wulf Fw.62
Focke-Wulf Fw.62 — немецкий двухместный одномоторный поршневой катапультный самолёт-разведчик, разрабатывавшийся в качестве замены устаревшему He 60.

## Общая информация
Придя к выводу, что He.114 не сможет заменить He.60 в составе палубных эскадрилий катапультных самолётов кригсмарине, в 1936 году технический департамент РЛМ подготовил пересмотренное задание на разработку двухместного катапультного самолёта. Для участия были приглашены фирмы «Арадо», «Дорнье», «Фокке-Вульф» и «Готаер Вагонфабрик».
Мощность двигательной установки требовалась в 800—900 лошадиных сил, предпочтение отдавалось однодвигательной схеме. Из всех участников только «Готаер Вагонфабрик» предложили двухдвигательный вариант с двигателями «Аргус» As 410. С самого начала технический департамент отдавал предпочтение проекту «Арадо». Четыре опытных самолёта были заказаны под обозначением Ar.196. Более консервативный проект «Фокке-Вульфа» занял второе место и получил заказ на два опытных Fw.62 в качестве дублёра победителя. И Ar.196 и Fw.62 имели одинаковый двигатель, но первый был низкопланом с закрытой кабиной, тогда как Fw.62 был более консервативным и имел открытую кабину.
Самолёт удачно прошёл все лётные испытания, но не был принят на вооружение; предпочтение было отдано более перспективному Ar.196.
После этого все дальнейшие действия касательно работы над Fw.62 были прекращены.

## Разработка
На Fw.62 устанавливался девятицилиндровый двигатель с радиальным воздушным охлаждением BMW-132Dc взлётной мощностью 880 л. с. Самолёт представлял собой биплан, имевший открытую кабину. Отличительной особенностью конструкции были амортизированные поплавки, поглощавшие сотрясения при взлёте и посадке. Металлические элероны и закрылки с тканевым покрытием устанавливались на цельнометаллические крылья, обшитые листами лёгкого сплава. Верхнее крыло крепилось над фюзеляжем на N-образных стойках. Бипланная коробка имела двухстоечную конструкцию с расчалками из сдвоенного провода. Фюзеляж образовывался каркасом из сварных труб со стрингерами, придававшими овальную форму сечения. Обшивка сделана из лёгкого сплава в носовой части, из тканевой в хвостовой. В самолёте тандемом располагались два члена экипажа. Пилот сидел впереди под вырезом в верхнем крыле, второй член экипажа располагался за спиной и мог вести огонь из оборонительного вооружения. Оно было представлено в качестве одного 7.92-мм пулемёта МГ-15 располагавшегося на подвижной установке в задней части кабины. Также самолёт мог нести на себе четыре пятидесятикилограммовых бомбы под нижним крылом.
Было выпущено два прототипа, V-1 имел два однореданных поплавка, тогда как V-2 один основной и два стабилизирующих. Оба варианта машин имели резиновую амортизацию с масляным демпфером. Имелись крепления для запуска с катапульты.

## Характеристики
Технические характеристики
- Экипаж: 2 человека
- Длина: 11.15 м
- Высота: 4.3 м
- Масса пустого: 2300 кг
- Масса снаряжённого: 2852 кг
- Силовая установка: 1 ×  BМW-132Dc
- Мощность двигателей: 1 × 880 лс (1 × 647 кВт)

Лётные характеристики
- Максимальная скорость: 278 км/ч
- Крейсерская скорость: 250 км/ч
- Боевой радиус: 900 км
- Практический потолок: 5900 м
- Скороподъёмность: 6.3 м/с (378 м/мин)

Вооружение
- Стрелково-пушечное: 1 x 7.92-мм пулемет МG-15
- Бомбы: 4 x 50-кг бомбы SC50 под нижним крылом